# Hôn lễ của em
Hôn Lễ Của Em (tiếng Trung: 你的婚礼; phiên âm: Nǐ De Hūnlǐ; tiếng Anh: My Love) là một bộ phim điện ảnh hài kịch lãng mạn năm 2021 của Trung Quốc do Hàn Thiên làm đạo diễn, đồng chấp bút kịch bản. Phim là phiên bản remake của bộ phim Hàn Quốc Ngày em đẹp nhất ra mắt năm 2018 với sự tham gia diễn xuất của hai diễn viên chính Hứa Quang Hán và Chương Nhược Nam. Tác phẩm là câu chuyện về tình bạn cũng như tình yêu của cặp đôi Châu Tiêu Tề và Vưu Vịnh Từ dành cho nhau trong suốt 15 năm.
Bộ phim được phát hành tại rạp ở Trung Quốc vào ngày 30 tháng 4 năm 2021. Phim nhận được nhiều đánh giá trái chiều từ các nhà phê bình, nhưng đã thành công rực rỡ tại phòng vé, trở thành phim tình cảm thanh xuân ăn khách nhất năm 2021 tại Trung Quốc. Phim đã thu về hơn 116,7 triệu đô la Mỹ (823 triệu NDT) trên toàn thế giới.

## Nội dung
Thời trung học, vận động viên bơi lội Châu Tiêu Tề đã yêu một nữ sinh mới chuyển trường đến - Vưu Vịnh Từ ngay từ cái nhìn đầu tiên. Cuộc sống sau đó, 15 năm tình yêu dài dằng dặc, tình yêu trong sáng của thời niên thiếu và khờ khạo, chàng trai âm thầm bảo vệ, che chở nhưng cô gái lại bỏ đi không một lời từ biệt. Cuối cùng, hôn lễ của em, cũng là lúc trưởng thành của anh.

## Danh sách diễn viên

### Nhân vật chính
| Diễn viên chính  | Vai diễn     | Giới thiệu nhân vật |
| ---------------- | ------------ | --- |
| Hứa Quang Hán    | Châu Tiêu Tề | Rất giỏi bơi lội, nhiệt huyết và lương thiện, kiên trì và dũng cảm trong tình yêu. Khi gặp học sinh mới chuyển trường Vưu Vịnh Từ ở trường cấp 3, anh đã yêu cô từ cái nhìn đầu tiên, cả hai đã cùng nhau trải qua khoảng thời gian hạnh phúc thời trung học nhưng sau đó Vưu Vịnh Từ đã ra đi không một lời từ biệt. Sau khi gặp lại, anh ấy đã lao đầu vào học tập để được nhận vào cùng một trường đại học với Vưu Vịnh Từ. Sau khi tốt nghiệp, họ hết lần này đến lần khác bỏ lỡ nhau do sự trêu đùa của số phận, và cuối cùng họ đối mặt với nhau trong đám cưới của Vưu Vịnh Từ. Anh kiên trì theo đuổi Vưu Vịnh Từ với tình cảm kéo dài mười lăm năm nhưng cuối cùng nhìn cô cưới người khác. |
| Chương Nhược Nam | Vưu Vịnh Từ  | Sinh ra trong gia đình đầy rẫy những bất hoà, khiến tính cách cô luôn bất an. Khi còn là thiếu niên, cô thường xuyên chuyển trường cùng mẹ, cô rời bỏ Châu Tiêu Tề khi còn học trung học mà không nói lời từ biệt, gặp lại nhau và trở thành sinh viên đại học. Sau khi bước vào xã hội, cả hai tình cờ đến với nhau. Khi họ yêu nhau say đắm, cô đã cầu hôn Châu Tiêu Tề nhưng bị từ chối vì gánh nặng đặt lên vai Châu Tiêu Tề. Vì sự hối hận của Châu Tiêu Tề nên cô đã chọn đi du học, và cuối cùng hai người chia tay trong tiếc nuối. |

### Các diễn viên khác
| Diễn viên        | Vai Diễn       | Giới thiệu nhân vật |
| ---------------- | -------------- | ------------------- |
| Đinh Quán Sâm    | Trương Phóng   |                     |
| Yến Tử Đông      | Thường Phàm    |                     |
| Quách Thừa       | Trần Thần      |                     |
| Vương Sa Sa      | Vương Ngọc Khả |                     |
| Lương Tĩnh Khang | Trần Hạo Nhĩ   |                     |
| Lưu Tấn          | Cá Mập         |                     |

## Sản xuất
Ngày 25/02/2020, bộ phim chính thức công bố đạo diễn, dàn diễn viên và tung poster chính thức. Quá trình quay phim chính bắt đầu vào cuối tháng 5 năm 2020, tại các địa điểm như Phúc Châu, Tuyền Châu, Hạ Môn, Chương Châu thuộc tỉnh Phúc Kiến, Trung Quốc và chính thức đóng máy vào ngày 28 tháng 7 năm 2020, hoàn thành với tổng cộng 59 ngày quay. Vào ngày 25 tháng 8, bộ ảnh tạp chí Harper's Bazaar của cặp đôi diễn viên chính đã được phát hành và gây sốt.

## Nhạc phim
| STT | Nhan đề                                             | Phổ lời        | Phổ nhạc        | Ca sĩ                   | Thời lượng                         |
| --- | --------------------------------------------------- | -------------- | --------------- | ----------------------- | ---------------------------------- |
| 1.  | "Không Hối Tiếc (不遗憾)"                           | Lý Vinh Hạo    | Vương Hiểu Đông | Lý Vinh Hạo             | Bài hát chủ đề và bài hát kết thúc |
| 2.  | "Sau Khi Rời Xa Em (离开你以后)"                    | Quách Đông Nam | Châu Hưng Triết | Châu Hưng Triết         | Bài hát cao trào                   |
| 3.  | "Đồng Thoại (童话)"                                 | Quang Lương    | Quang Lương     | Quang Lương             | Bài hát pháo hoa                   |
| 4.  | "Tuổi Trẻ! Dám (少年！敢)"                          | Quách Đông Nam | Từ Phi Hồng     | Khí Vận Liên Minh       | Bài hát tuổi trẻ                   |
| 5.  | "Mườn Nghìn Lẻ Một Lời Thú Nhận (第一万零一次告白)" | Từ Phi Hồng    | Từ Phi Hồng     | Hạ Nhật Nhập Xâm Xí Hoạ | Bài hát thổ lộ                     |
| 6.  | "Như Em Đã Nói (如你所说)"                          | Quách Đông Nam | Mã Tuyết Dương  | Trương Úc Tử            | Bài hát tình yêu ngọt ngào         |

## Phát hành
Bộ phim được công chiếu lần đầu tại Saga Luxury Cinemas ở Hàng Châu vào ngày 27 tháng 4 năm 2021 và được phát hành tại các rạp ở Trung Quốc vào ngày 30 tháng 4 năm 2021. Phim được phát hành tại Singapore vào ngày 6 tháng 5 và tại Brunei vào ngày 13 tháng 5. Khởi chiếu tại các cụm ra ở Bắc Mỹ, Úc và New Zealand từ ngày 7 tháng 5. Phim được phát hành tại Đài Loan thông qua nền tảng dịch vụ xem phim trực tuyến vào ngày 9 tháng 7, và được phát hành tại Hàn Quốc vào ngày 25 tháng 8. Phim dự kiến phát hành tại Malaysia vào ngày 6 tháng 5, và bị lùi sang ngày 16 tháng 9 để ứng phó với Đại dịch COIVD-19.

## Đón nhận

### Doanh thu phòng vé
Tính đến trước ngày công chiếu, tổng doanh thu phòng vé đặt trước của bộ phim là 50 triệu NDT. Phòng vé ngày đầu tiên 30 tháng 4 năm 2021 vượt 141 triệu NDT; ngày 1 tháng 5 phòng vé vượt 200 triệu NDT; ngày 2 tháng 5 phòng vé vượt 400 triệu NDT.
Hôn lễ của em thu về 424 triệu NDT (65.6 triệu đô la mỹ) trong 3 ngày đầu tuần công chiếu tại Trung Quốc.
Vào ngày 3 tháng 5, doanh thu phòng vé đã vượt quá 500 triệu NDT; vào ngày 4 tháng 5, doanh thu phòng vé đã vượt quá 600 triệu NDT. Vào ngày 8 tháng 5, doanh thu phòng vé đã vượt quá 700 triệu NDT; doanh thu phòng vé cuối cùng là 823 triệu NDT.

### Đánh giá chuyên môn
Trang web tổng hợp bài phê bình Maoyan, hơn 650,000 đã đánh giá bộ phim với điểm trung bình là 8.0/10.
Lim Yian Lu của Yahoo Life, viết: "Là một bộ phim tình cảm lãng mạn, phim đã đưa khán giả đi tới từng cung bậc cảm xúc về câu chuyện tình của nhân vật trong phim. Mặc dù 115 phút có thể hơi dài, nhưng bộ phim đã khai thác sâu vào các tình tiết, mang lại chiều sâu không chỉ cho các nhân vật, mà còn phát triển mối quan hệ của họ."

### Giải thưởng
| Năm  | Giải thưởng                        | Hạng mục                           | Đề cử         | Kết quả   |
| ---- | ---------------------------------- | ---------------------------------- | ------------- | --------- |
| 2020 | Douyin Entertainment Annual Awards | The Most Anticipated Romance Movie | My Love       | Đoạt giải |
| 2021 | Huading Awards                     | Diễn viên mới xuất sắc nhất        | Hứa Quang Hán | Đề cử     |